# 1,039 Smoothed Out Slappy Hours
1,039 Smoothed Out Slappy Hours je sbírka prvních nahrávek americké punk rockové kapely Green Day. Tato kompilace bývá často označována jako první album této skupiny, kompilace kombinuje debutové album 39/Smooth a jejich první dvě EP Slappy a 1.000 Hours.

Na této kompilaci se objevil Cover singl Knowledge. Zpěvák Jesse Michaels také nazpíval předlohu této písně pro Green Day.
Vyšlo 19. dubna 1991 u Lookout! Records. V roce 2007 bylo převydáno Reprise Records. Na albu bubnuje John Kiffmeyer (alias Al Sobrante).
Knowledge je cover Operation Ivy, ostatní je práce B. J. Armstronga.

## Seznam skladeb
| Název                                                       |
| ----------------------------------------------------------- |
| 1. At the Library                                           |
| 2. Don't Leave Me                                           |
| 3. I Was There (napsal John Kiffmeyer)                      |
| 4. Disappearing Boy                                         |
| 5. Green Day                                                |
| 6. Going to Pasalacqua                                      |
| 7. 16                                                       |
| 8. Road to Acceptance                                       |
| 9. Rest                                                     |
| 10. The Judge's Daughter                                    |
| 11. Paper Lanterns                                          |
| 12. Why Do You Want Him?                                    |
| 13. 409 in Your Coffeemaker                                 |
| 14. Knowledge (originální vystoupení skupiny Operation Ivy) |
| 15. 1,000 Hours                                             |
| 16. Dry Ice                                                 |
| 17. Only of You                                             |
| 18. The One I Want                                          |
| 19. Want to Be Alone                                        |

## Bonusová edice
| Název                                    |
| ---------------------------------------- |
| 20. Paper Lanterns (živě z WMMR)         |
| 21. Words I Might Have Ate (živě z WMMR) |
| 22. One for the Razorbacks (živě z WMMR) |
| 23. Studio Banter (rozhovor)             |